# Guelarcunique
Guelarcunique (em armênio: Գեղարքունիք, Gełarkʼunikʼ (armênio oriental)) ou Guerrarcunique (Գեղարքունիք, Geġarkʼunikʼ (armênio ocidental);  [ɡɛʁɑɾkʰuˈnikʰ] (ajuda·info)) é uma das dez províncias da Arménia. Além da capital Gavar, conta com quatro outras cidades (Martuni, Sevã, Tezambaraque e Vardenis) e 87 comunidades rurais.

## Demografia
|                  | 1991    | 1993    | 1995    | 1997    | 1999    | 2001    | 2002    | 2003    | 2004    | 2005    | 2006    | 2007    |
| ---------------- | ------- | ------- | ------- | ------- | ------- | ------- | ------- | ------- | ------- | ------- | ------- | ------- |
| População        | 249 500 | 248 800 | 240 700 | 238 300 | 238 800 | 237 900 | 237 700 | 238 000 | 238 500 | 239 100 | 239 400 | 239 600 |
| População urbana | 96 500  | 94 600  | 88 200  | 84 800  | 82 900  | 79 900  | 78 900  | 79 600  | 79 700  | 79 800  | 79 700  | 79 600  |
| Fonte : ArmStat  |         |         |         |         |         |         |         |         |         |         |         |         |